# Naima Mora
Naima Mora (Detroit, Michigan, 1984. március 1. –) amerikai topmodell, a Topmodell leszek! 4. évadának győztese.

## Biográfia

### Fiatalkora
Naima Mora 1984. március 1-jén született, Detroitban, Michigan államban, a mexikói jazz-zenész Francisco Mora Catlett lányaként. Nagyszülei a festő Francisco Mora valamint a festő-szobrász Elizabeth Catlett. Ő inspirálta nagyanyja 2001-es születésű fekete márvány mellszobrát, a Naima-t.
Édesapja félig mexikói, félig afrikai-amerikai, édesanyja félig ír, félig szintén afrikai-amerikai. Naima-t a John Coltrane dal után nevezték el. Naimának 5 testvére van, beleértve egypetéjű ikertestvérét, a fotós Niát is. Nővére, Ife Mora (született 1977) a livemas nevű zenekarban vokálozik.
Mora a West McNichols és a Schaefer közelében nőtt fel Detroit északnyugati részén, és a Bates Academy-be járt középiskolába. Naima végül 2002-ben érettségizett a detroiti Cass Technical High School-ban. Mint komoly balett-táncos, Naima a detroiti Ballet Renaissance-ba járt és be is került az amerikai balettszínház detroiti nyári műsorába.
Egy kávézóban dolgozott pincérnőként, mielőtt elhagyta Detroitot és New Yorkba költözött, hogy a Dance Theatre of Harlem-be járhasson. Naima úgy döntött, jelentkezik a Topmodell leszek c. műsorba, egy tehetségkutató javaslatára.

### Topmodell leszek
Tarajával és befelé forduló személyiségével, Naima úgy tűnt, nagyon is esélyes az Amerika következő topmodellje címre. Habár az elején fotói nem voltak olyan erősek, mint Kahlen Rondot-é, a zsűri el volt ragadtatva Naima utolsó fellépésétől a kifutón. Különösen Tyra érezte úgy, hogy Kahlen volt az a lány, "aki egész idő alatt kitűnően teljesített és az utolsó pillanatban elbukott, míg Naima volt a lány, "aki korrektül végigcsinált mindent de a végén szuper teljesítményt nyújtott". Naima nyereménye volt egy címlapfotó készítése az Elle magazinnal, egy modellszerződés a Ford Models ügynökséggel, és egy 100.000 dolláros szerződés a Covergirl Cosmetics-szel. Továbbá ő az egyetlen versenyző, akit a hét Covergirl-jének választottak az évad elejétől a végéig. A verseny egyik feladata alkalmával derült ki az is, hogy Naima vegetáriánus. Az AOL nemrégiben a legemlékezetesebb versenyzők egyikévé választotta.
Muszáj volt magamba néznem, mitől vagyok én én, mitől vagyok gyönyörű. És rátaláltam. Egyrészt azért éreztem úgy, hogy nekem kellett nyernem, mert én valamivel többet mutattam önmagamnál. Egy fekete lányt játszok, vagy épp egy mexikóit. Részben ír vagyok. Minden vagyok. - Naima Mora

## Modell/színészi karrier
A televízióban feltűnt a The Tyra Banks Show-ban, a Veronica Mars 2. évadjában, és a Covergirl reklámjában Yoanna House modellel.
Naima modellkedett a Covergirl, az ELLE magazin, a Fuego Magazine, a US Weekly Magazine, a Radaar Magazine, az IN Touch Magazine, a Star Magazine, a Teen People Magazine, a Split Clothing és a Jazz Album Samsung számára. Naima többek között Christopher Deane 2006 tavaszi kollekcióját mutatta be a kifutón, szerepelt a Carlos Miele Fashion Show-n, a 2005-ös Fashion Comedy Style-n, illetve a 2007-es New York-i divathéten. Két alkalommal állt modellt testvéreivel: Ifével az iTunes-nak és ikertestvérével, Niával a 2. évadban szerepelt Camille McDonald fehérnemű kollekciójához, a Lingerwear-hez.
2006-ban szerepelt a TV on the Radio egyik videóklipjében, a “Wolf Like Me”-ben.
2007-ben a U&U és az Uzuri magazin címlapján tűnt fel, ahol Romer Pedrome és Derek Blanks fotózta.
2008-ban a Vicious magazin címlapján és vezércikkében szerepelt. Szerződést kötött a miami-i 301 Model Management-tel, és a new york-i Basic Model Management-tel. 
Naima vokálozik a Chewing Pics nevű zenekarban. Tarantula című lemezük 2008. március 10-én jelent meg.

## Külső hivatkozások
- Naima Mora az angol Wikipediában